# Clot de la Hount
Le Clot de la Hount, ou pic du Clot de la Hount, est un sommet des Pyrénées, situé sur la frontière franco-espagnole dans le massif du Vignemale. C'est le deuxième plus haut sommet de ce massif et des Pyrénées françaises (3 289 ou 3 291 m) après la pique Longue (3 298 m).

## Toponymie
Par Clot de la Hount, les bergers du lieu désignent au départ l'espace en contrebas du sommet. Le mot Hount fait référence à une source intermittente qui coule (Hount = « œil », lieu de passage parfois ouvert, parfois fermé, entre les mondes intérieurs et extérieurs). Le mot clot désigne soit une zone en creux, soit un replat dans un relief de montagne, soit un enclos.

## Géographie

### Topographie
Le versant français est situé dans le département des Hautes-Pyrénées, entre Cauterets et Gavarnie, arrondissement d'Argelès-Gazost dans le parc national des Pyrénées. Le versant espagnol, au sud, est inclus dans la « reserva de la Biosfera Ordesa-Viñamala », sur le territoire de Torla-Ordesa, province de Huesca.
Il est situé sur la frontière entre la France et l'Espagne entre les croix frontière no 314 et no 315.

### Hydrographie
Le sommet délimite la ligne de partage des eaux entre le bassin de l'Adour, qui se déverse dans l'Atlantique côté nord, et le bassin de l'Èbre, qui coule vers la Méditerranée côté sud.